# عمدة العالم
عمدة العالم هي جائزة تُمنح كل سنتين من قِبل مؤسسة عمداء المدن (City Mayors Foundation) منذ عام 2004. وتهدف هذه الجوائز إلى الارتقاء بمكانة العمداء في جميع أنحاء العالم، وكذلك الشخصيات التي خدمت مجتمعاتهم بشكل جيد، والتي ساهمت في تحقيق رفاهية المدن على الصعيدين الوطني والدولي. ويبين القائمون على هذه الجائزة بأنها ليست لها علاقة بأي مدينة أو منظمة، وتُدار بشكل تام على أساس غير تجاري. وناقشت هيلين زيلي وليوبولدو لوبيز ترشيحهما في برنامج Outlook الذي تذيعه قناة بي بي سي وورلد سيرفيس.

## الفائزون بجائزة عمدة العالم
| السنة | الاسم          | عمدة         | المرجع            |
| ----- | -------------- | ------------ | ----------------- |
| 2004  | إيدي راما      | تيرانا       |                   |
| 2005  | دورا باكويانيس | أثينا        |                   |
| 2006  | جون سو         | ملبورن       | [ 1 ]             |
| 2008  | هيلين زيلي     | كيب تاون     | [ 2 ] [ 3 ] [ 4 ] |
| 2010  | مارسيلو إبرارد | مدينة مكسيكو | [ 5 ]             |
| 2012  | إينياكي أزكونا | بيلباو       | [ 6 ]             |
| 2014  | نهيد نينشي     | كالغاري      |                   |
| 2016  | بارت سومرز     | ميشيلين      |                   |

## وصلات خارجية
- الموقع الرسمي